# Korat

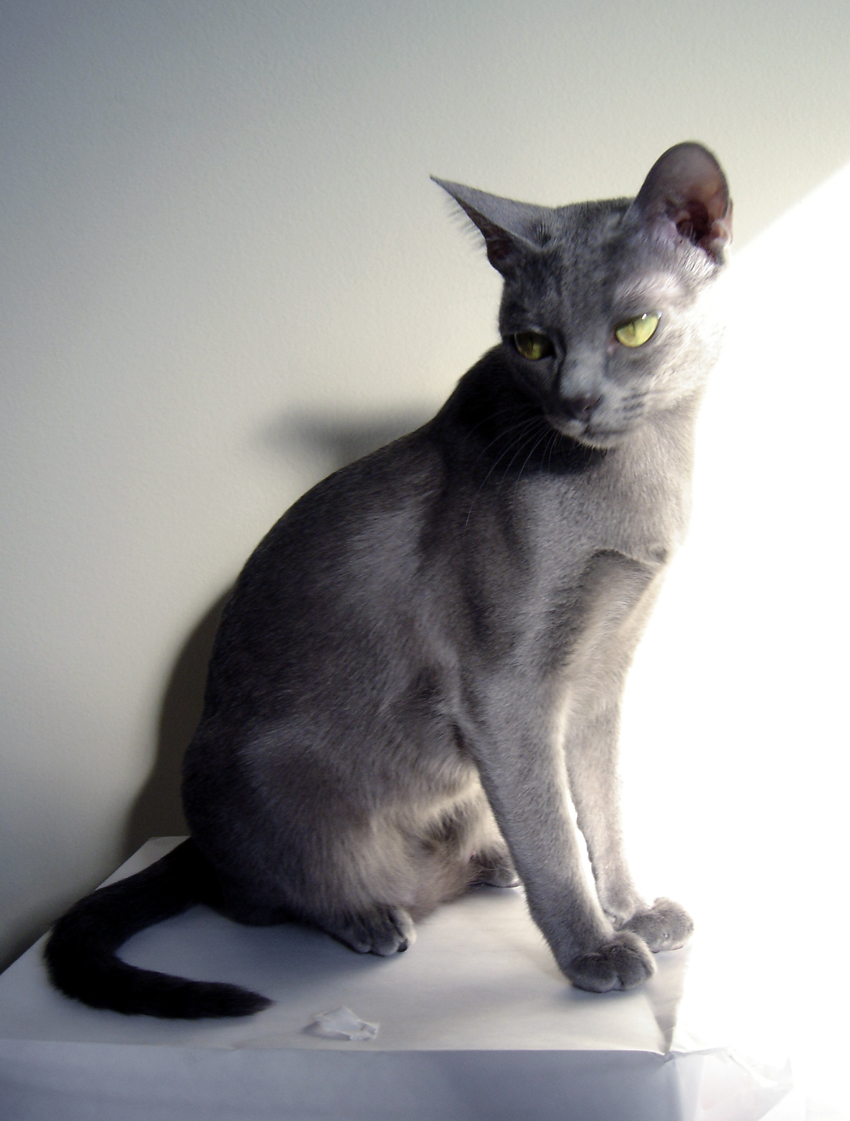
Pisică din rasa Korat

Korat (Thai: มาเลศ – pronunțat [ma-lêt]; de asemenea: แมวสีสวาด – [mæo-sǐ-sà-wàt], „pisică albastru-cenușie”, sau แมวดอกเลา – [mæo-dòk-lao], „pisică gri”) este o rasă de pisici domestice originară din Thailanda, Koratul este o rasă naturală una dintre cele mai vechi rase de pisici.
Este similară ca mărime și culoare cu pisica albastru de Rusia, însă blana pisicii Korat este mai degrabă simplă (cu un singur strat) decât dublă. Ochii nu sunt verde-smarald, ci verde-oliv. Această rasă este caracterizată simultan de un temperament insistent și pretențios, dar și de ochi mari și expresivi care dau feței un aspect inocent. Totuși, ochii devin verzi abia în al doilea până la al patrulea an de viață.
În Europa și America sunt cu adevărat apreciate doar acele exemplare care provin din provincia Korat din Thailanda. Însă doar specialiștii pot distinge între un Korat autentic și o pisică burmeză albastru-scurtă sau o pisică orientală albastru-argintie cu păr scurt.

## Origine
Koratul este o rasă naturală, una dintre cele mai vechi și stabile rase de pisici, și una dintre puținele care nu și-au schimbat aspectul de-a lungul secolelor.

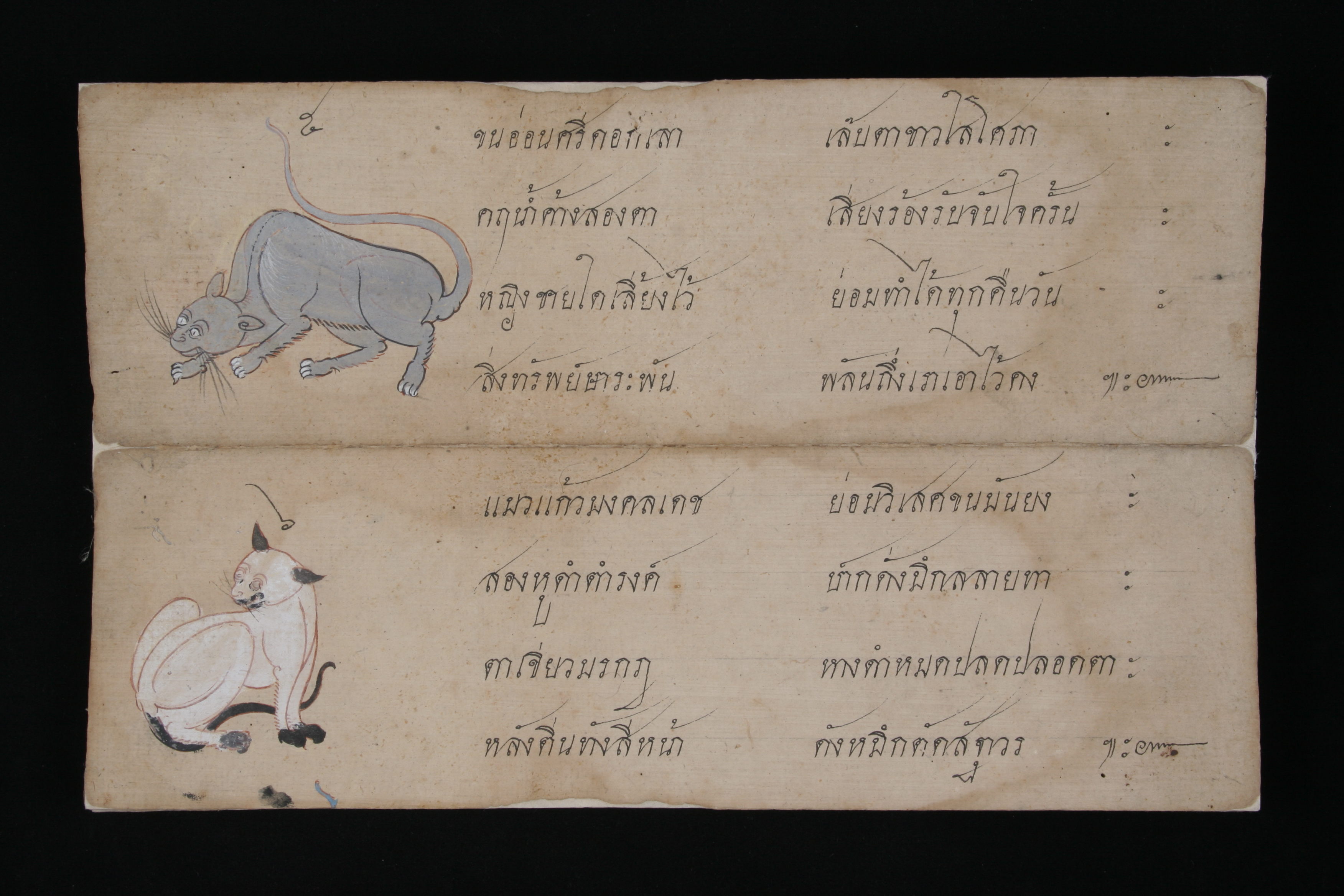
Pisica Korat și pisica Siameză în Tamra Maew (Cartea de poezii despre pisici), despre care se crede că provine din Regatul Ayutthaya (1351–1767 d.Hr.). Peste o duzină de exemplare sunt păstrate în prezent în Biblioteca Națională a Thailandei.

Mențiuni despre pisicile albastre Si-Sawat (în traducere „cele care aduc noroc și fericire”) Un alt nume folosit în Thailanda este Maeo Dok-Lao, care înseamnă aproximativ „pisica în culoarea norilor dinaintea unei ploi”. ce trăiau pe platoul montan Korat, la granița de nord-est a Thailandei, se regăsesc încă din vechea „Carte a poeziilor despre pisici” (1350–1767) Manuscrisul se află astăzi în Biblioteca Națională din Bangkok. Ilustrațiile din manuscris nu sunt însă suficient de detaliate pentru a confirma rasa. Recent, pisica Korat a apărut pe un timbru poștal thailandez, iar un exemplar este expus la oficiul poștal din orașul Korat.
Numele Korat i-a fost atribuit în perioada regelui Chulalongkorn (Rama al V-lea, 1868–1910), după provincia thailandeză Nakhon Ratchasima (prescurtat: Korat), unde rasa era des întâlnită.
În Thailanda, cunoscută anterior ca Siam, precum și în Japonia, aceste pisici sunt crescute de secole, fiind foarte apreciate și considerate aducătoare de noroc. Erau destinate în principal persoanelor cu rang înalt și era strict interzisă scoaterea lor din țară. 
Este cunoscută colocvial ca „pisica norocoasă”. Tradițional, se oferea în perechi tinerilor căsătoriți sau persoanelor respectate, ca simbol al norocului. Până de curând, aceste pisici nu erau vândute, ci doar oferite cadou.
Prima apariție a rasei în Europa datează din 1896, când pisicile Korat au fost prezentate la o expoziție a Clubului Național de Pisici din Anglia. Totuși, au fost înscrise ca siameze albastre, rasă al cărei standard nu îl îndeplineau, și au fost descalificate.
Un exemplar timpuriu, „Dwina”, aparținând crescătoarei de Russian Blue, doamna Constance Carew-Cox, este menționat în cartea The Book of the Cat (1903). Un alt exemplar fiind masculul „Nam Noi” vare a fost descalificat din clasa Siameză, dar a fost acceptat la categoria „Russian sau Altă albastră”, unde a și câștigat locul întâi.
Pisicile Korat s-au reîntors în Marea Britanie ca trend abia în 1972.
În SUA, exemplare moderne de Korat au fost aduse în 1959 deși un cuplu de reproducere dincrescătoria Cedar Glen a importat prima pereche de Korat: masculul Nara și femela Darra a pus bazele succesului rasei, apărând la originea multor arbori genealogici actuali, Rasa a fost recunoscută oficial în 1966 pentru competiții datorită eforturilor unei crescătoare din Maryland. Initial a fost recunoscută de federația ACA, iar apoi de CFA.
Federația felinologică internațională (WCF) a recunoscut rasa Korat abia în 1982.

## Aspect
Au o talie de la mică la medie. Picioarele din spate sunt mai lungi decât cele din față, iar labele ovale au câte cinci degete în față și patru în spate. Coada de lungime medie este groasă la bază și se termină rotunjit. 
Capul are o formă de inimă, fruntea este mare și plată, iar urechile sunt mari și poziționate sus pe cap. ochii sunt rotunzi, mari și strălucitori — de culoare albastră la pui, devenind verzi pe măsură ce cresc. Nasul, de lungime medie, are o curbă ușoară („stop”) și o adâncitură vizibilă sub trufa nazală.
Blana este fină la atingere scurtă, lipită de corp, moale, fără strat inferior (subblană). Culoarea blănii este un albastru-argintiu care reflectă lumina soarelui, creând un așa-numit efect „halo” (aură) numit silvertipping. Firul de păr este mai deschis la rădăcină, devine albastru în mijloc și argintiu la vârf. Standardul rasei nu permite pete sau dungi. Împreună cu ochii verzi și expresivi, aceste caracteristici fac din Korat una dintre cele mai frumoase rase. Un detaliu distinctiv este tendința părului de pe spinare de a se despărți în două atunci când pisica se mișcă.
Buzele, nasul și pernuțele labelor și trufa sunt de culoare albastru-închis sau lavandă.

## Standardul rasei (WCF)
- Corp: mărime medie, musculos, suplu, dă impresia de forță, dar nu de masivitate (masivitatea este nedorită). Spatele este arcuit. Picioarele sunt proporționale, de lungime medie, musculoase, labe ovale. Coada de lungime medie, groasă la bază, se subțiază spre un vârf rotunjit.
- Cap: în formă de inimă, cu ochii distanțați. Fruntea bombată formează partea superioară a inimii, iar liniile moi ale obrajilor până la bărbie conturează partea inferioară a inimii. Fără „pinch” (adâncitură). Profilul este proporțional, cu o ușoară adâncitură între frunte și nas. Spatele nasului este puțin arcuit (ca la un leu). Bărbia și obrajii bine dezvoltați. Sunt importante proporțiile echilibrate: bărbia nu trebuie să fie nici prea lată, nici prea ascuțită.
- Urechi: mari, ușor rotunjite la vârf, late la bază, plasate sus. Interiorul este puțin acoperit de blană, exteriorul este dens acoperit.
- Ochii: rotunzi, larg deschiși, par foarte mari în comparație cu capul. Culoarea preferată este verde strălucitor, dar este permis și chihlimbarul.
- Blană: rară, scurtă sau medie, strălucitoare, fină, lipită de corp.
- Culoare: singura culoare acceptată este albastrul cu vârfuri argintii.
- Defecte: orice altă culoare în afară de albastru-argintiu; pete albe sau medalioane albe.[10]

## Caracter
Adesea este descrisă ca având un temperament similar cu cel al pisicii siameze, cu trăsături tipice pisicilor orientale, în special o devotare deosebită față de stăpân. Pisicile Korat sunt calme, foarte sociabile și se adaptează excelent la viața în apartament. Sunt inteligente și intuitive, iubesc joaca, dar sunt suspicioase față de străini. 
Sunt destul de „vorbărețe”: deși nu miaună tare, torc frecvent și scot sunete asemănătoare unui lătrat ușor, mai ales când comunică între ele.
Korat-urile nu sunt atrase de sărituri și cățărat, preferând să rămână la nivelul solului. Nu se tem de apă și se lasă spălate fără proteste.
Sunt jucăușe, dar prudente. Nu explorează prea mult spațiul. Nu suportă bine zgomotul, agitația sau schimbările bruște de mediu. Zgomotele puternice sau prelungite le pot speria până la stres. În relațiile cu alte pisici poate fi încăpățânată și posesivă cu jucăriile preferate.
Atât femelele, cât și masculii se atașează mult de puii lor. Masculii participă activ la îngrijirea puilor. Femelele sunt mame iubitoare, grijulii și ordonate, acceptând cu ușurință să alăpteze și să crească pui străini, chiar de alte rase.

## Sănătate
Pisica Korat nu are subblană, ci doar o blană scurtă care nu necesită mai mult decât un periaj săptămânal. Este esențială o alimentație corectă, deoarece rasa are tendința de a pierde ușor în greutate.
Korat este considerată o rasă sănătoasă și rezistentă. Este caracterizată printr-un strat foarte redus de țesut adipos, ceea ce o face sensibilă la anestezie. Speranța medie de viață a pisicii Korat este de 10 până la 15 ani.
În cazuri rare, pisicile Korat pot suferi de tulburări neuro-musculare.
În anumite linii de sânge, mai ales în cazuri de consangvinizare, se pot întâlni afecțiuni genetice precum:
- Ateroscleroză  (displazia ereditară de La Chapelle), tipurile 1 și 2 - o afecțiune extrem de rară la pisici, dar similară cu ateroscleroza umană. Se presupune că predispoziția este genetică, și nu rezultatul unei boli sau tratament medical care să fi declanșat aceste condiții.[12]
- Gangliozidoza (GBL1 pentru tipul 1 și HEXB pentru tipul 2).[1][13]

Deși rar, unii Korat pot avea pete albe, dungi gri sau marcaje vagi, care pot deveni mai vizibile odată cu vârsta. Acestea sunt considerate defecte, iar pisicile nu pot participa la expoziții, dar nu afectează sănătatea sau personalitatea.

## Varietăți înrudite: Thai Lilac și Thai Pointed

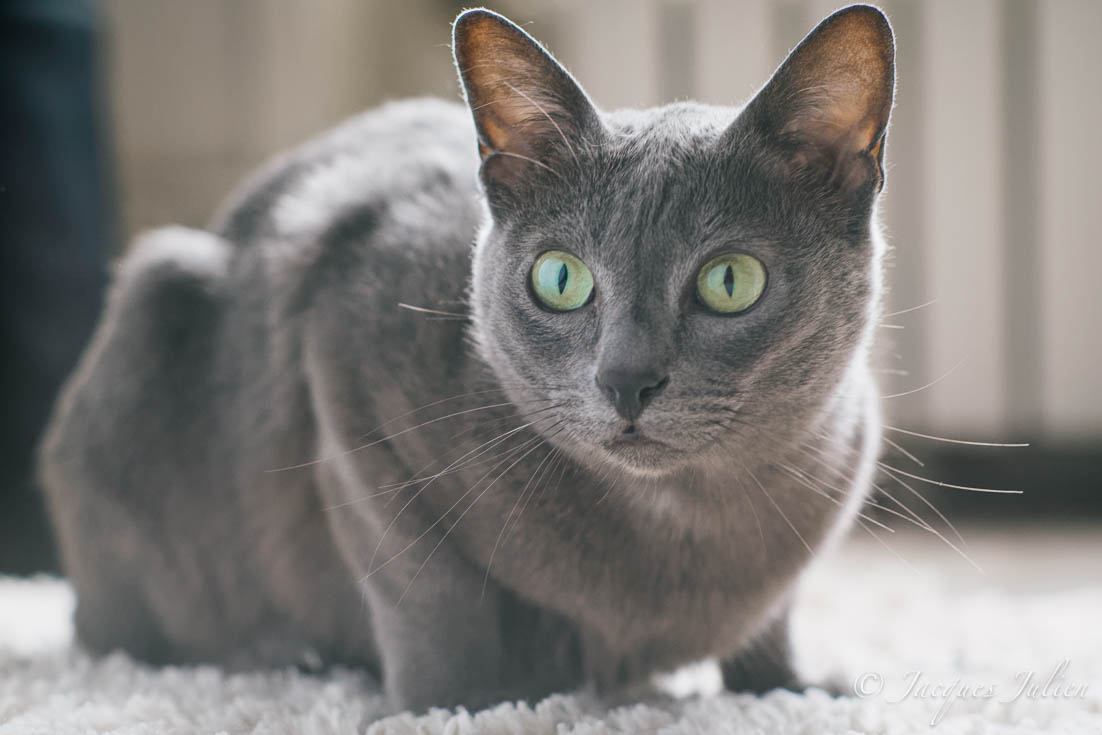
Femelă Korat

Consiliul Britanic pentru Pisici de Rasă (GCCF) recunoaște pisici de tip Korat cu alte culori în registrul experimental:

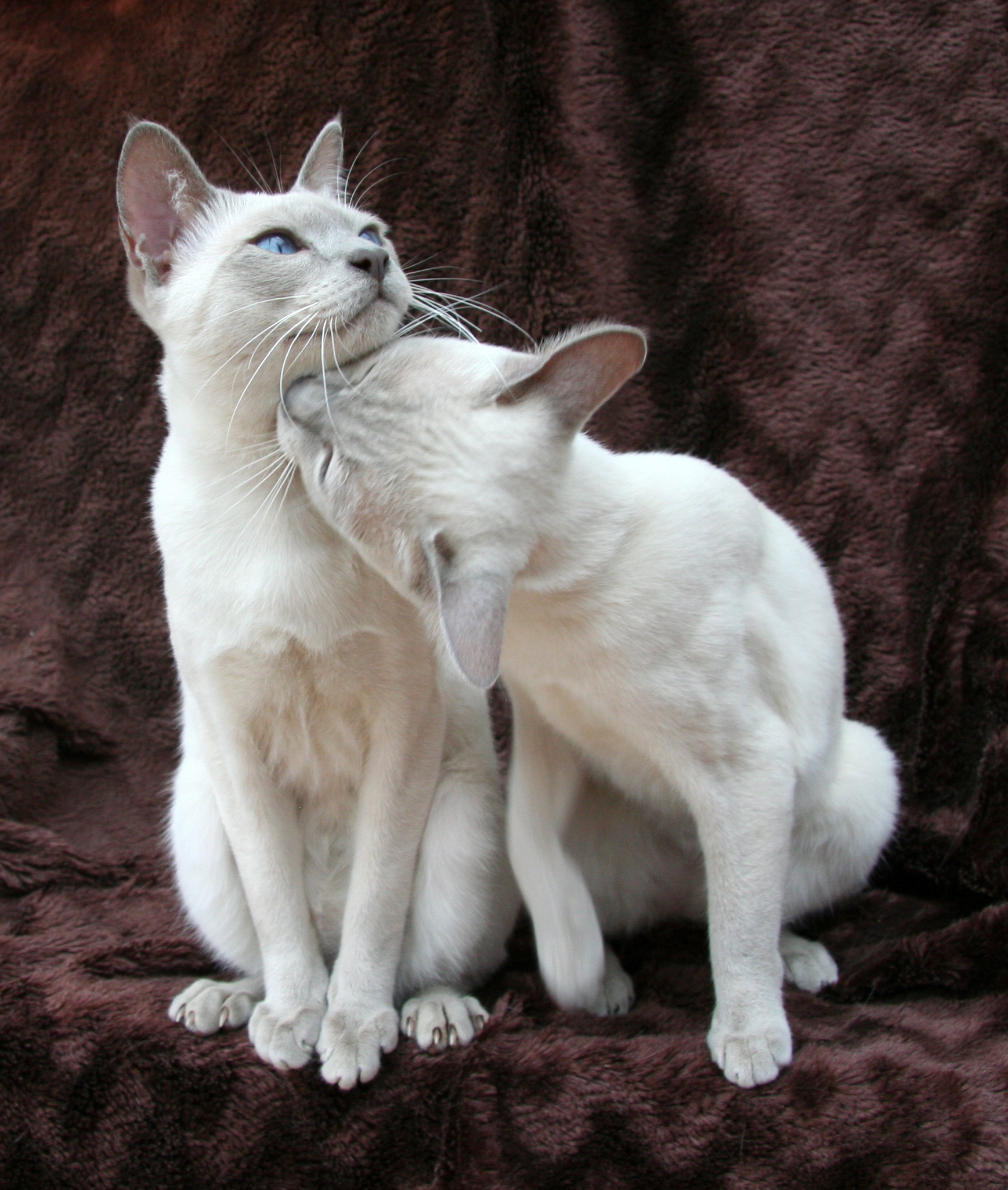
Primele două pisici Thai Lilac Point înregistrate în Regatul Unit: Clairabelle Pixie Dust (2014) și Clairabelle Ninja Rococoa (2015).

- Primele două pisici Thai Lilac Point înregistrate în Regatul Unit: Clairabelle Pixie Dust (2014) și Clairabelle Ninja Rococoa (2015).Thai Lilac – culoare solidă liliachie
- Thai Blue Point – cu desen point similar Siamezei
- Thai Lilac Point – point și genă de ciocolată

Acestea nu trebuie confundate cu rasa „Thai”, denumirea nouă a Siamezei tradiționale, care are fața mai rotundă și corpul mai robust decât Siameza modernă.

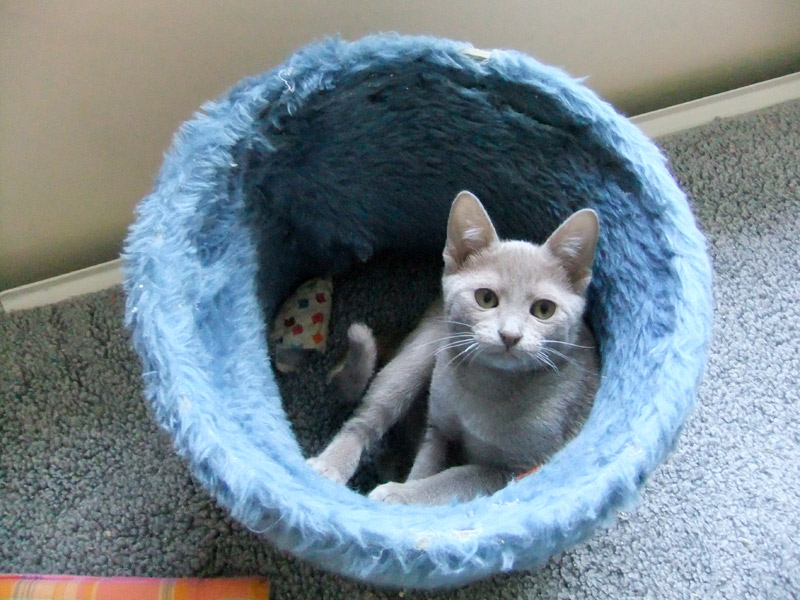
Un pui Thai Lilac

Pentru înregistrarea completă a unui Korat, este necesar ca pisica să fie albastră și provenită din părinți cu pedigree complet sau din a treia generație de părinți înregistrați parțial. De asemenea, este obligatorie testarea genetică pentru gangliozidoză, o boală moștenită care a existat în trecut în unele linii de Korat și Thai.
Genele responsabile pentru coloritul Pointed (tip Siameză) și pentru culoarea Lilac au fost introduse în rasa Korat atunci când noi exemplare de reproducție din Thailanda, purtătoare ale acestor gene recesive, au fost importate.
Primul pui Thai Lilac cunoscut s-a născut în 1989, în linia Jenanca, când "Jenanca Lilac Lillee" a fost adusă pe lume de doi părinți Korat în Marea Britanie. În 1990, aceeași pereche a fost reîmperecheată, rezultând mai mulți pui Lilac.
Un mascul tânăr de culoare Lilac s-a născut apoi dintr-o altă pereche, tot în Marea Britanie, ceea ce a permis extinderea liniei fără consangvinizare excesivă.
Primul pui Thai Lilac Point cunoscut a fost născut în 2014, în linia Clairabelle, când Clairabelle Pixie Dust a apărut din doi părinți Korat.
O nouă împerechere a aceleiași perechi a dus la nașterea unui alt Thai Lilac Point, de data aceasta un mascul, numit Clairabelle Ninja Rococoa.
Un al treilea și al patrulea pui Thai Lilac Point au fost născuți recent în linia Jusarka.

## Galerie

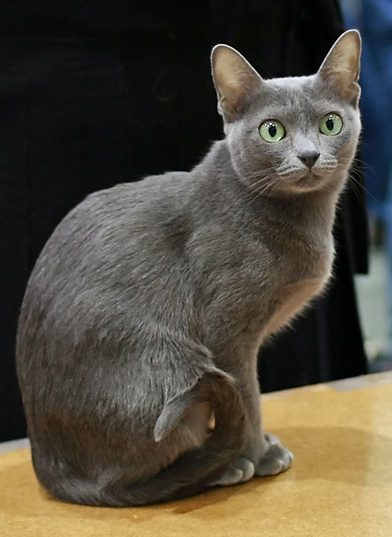
Wang Kaang Raang, o femelă korat la Expoziția de Pisici din Vantaa, Finlanda.
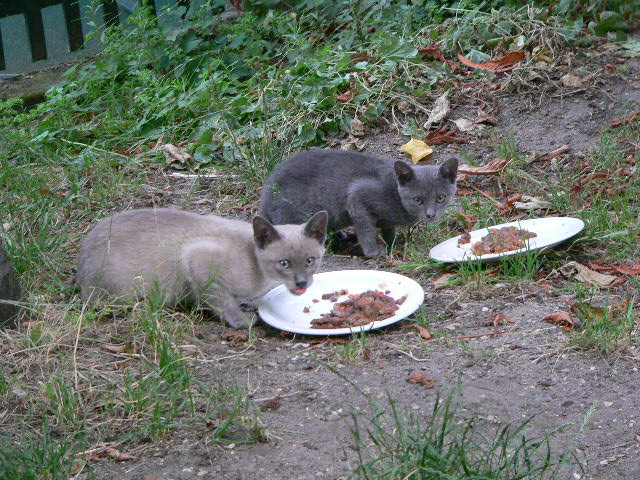
Pisica Korat și pisica Siameză Blue Point.
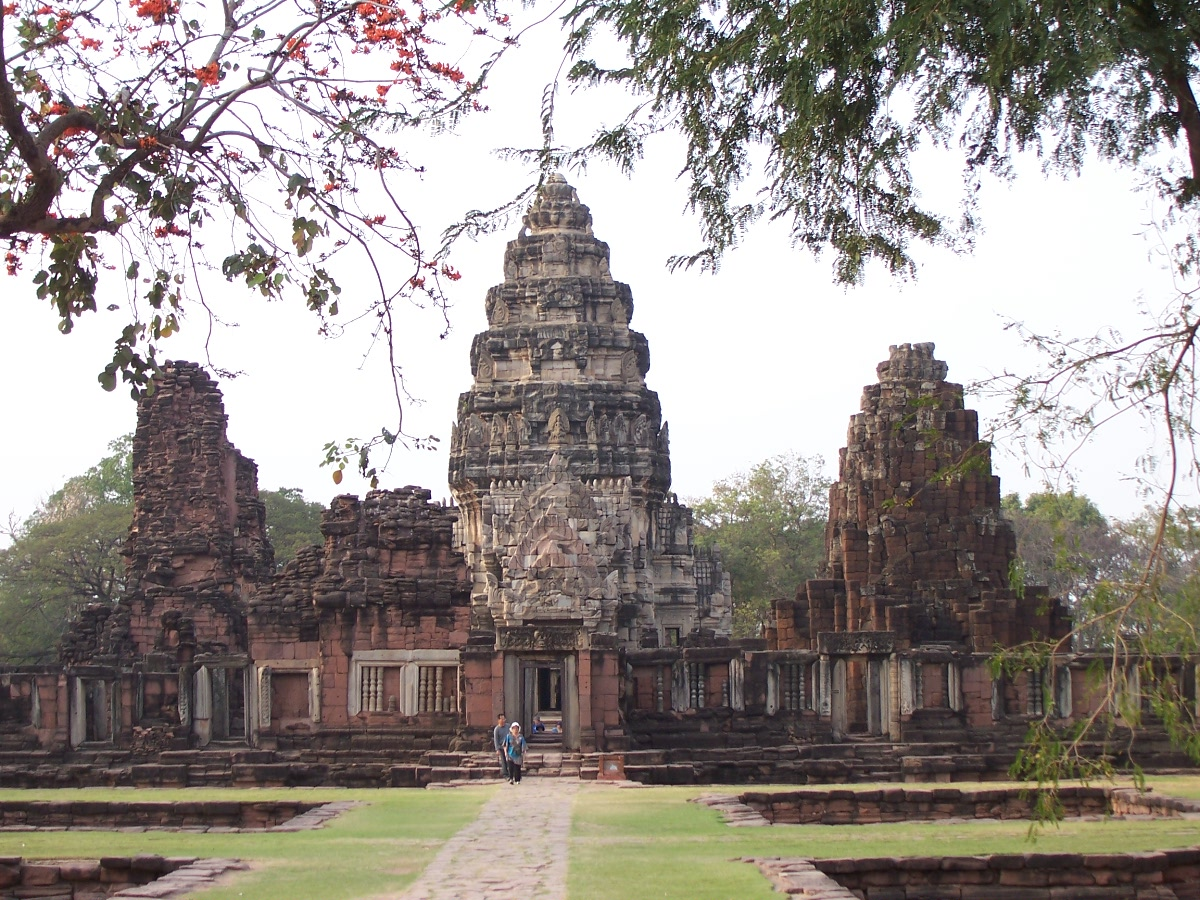
Pisica Korat este o rasă naturală și una dintre cele mai vechi rase stabile de pisici. Provine din templul Phimai, provincia Nakhon Ratchasima.
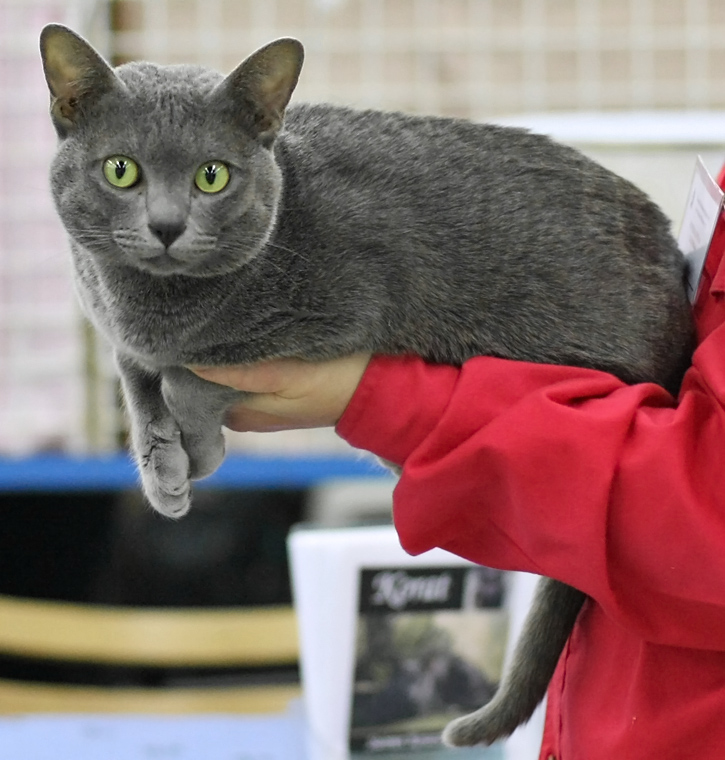
Korat Yog-Hurt's Atlach-Nacha la Expoziția de Pisici Turok.
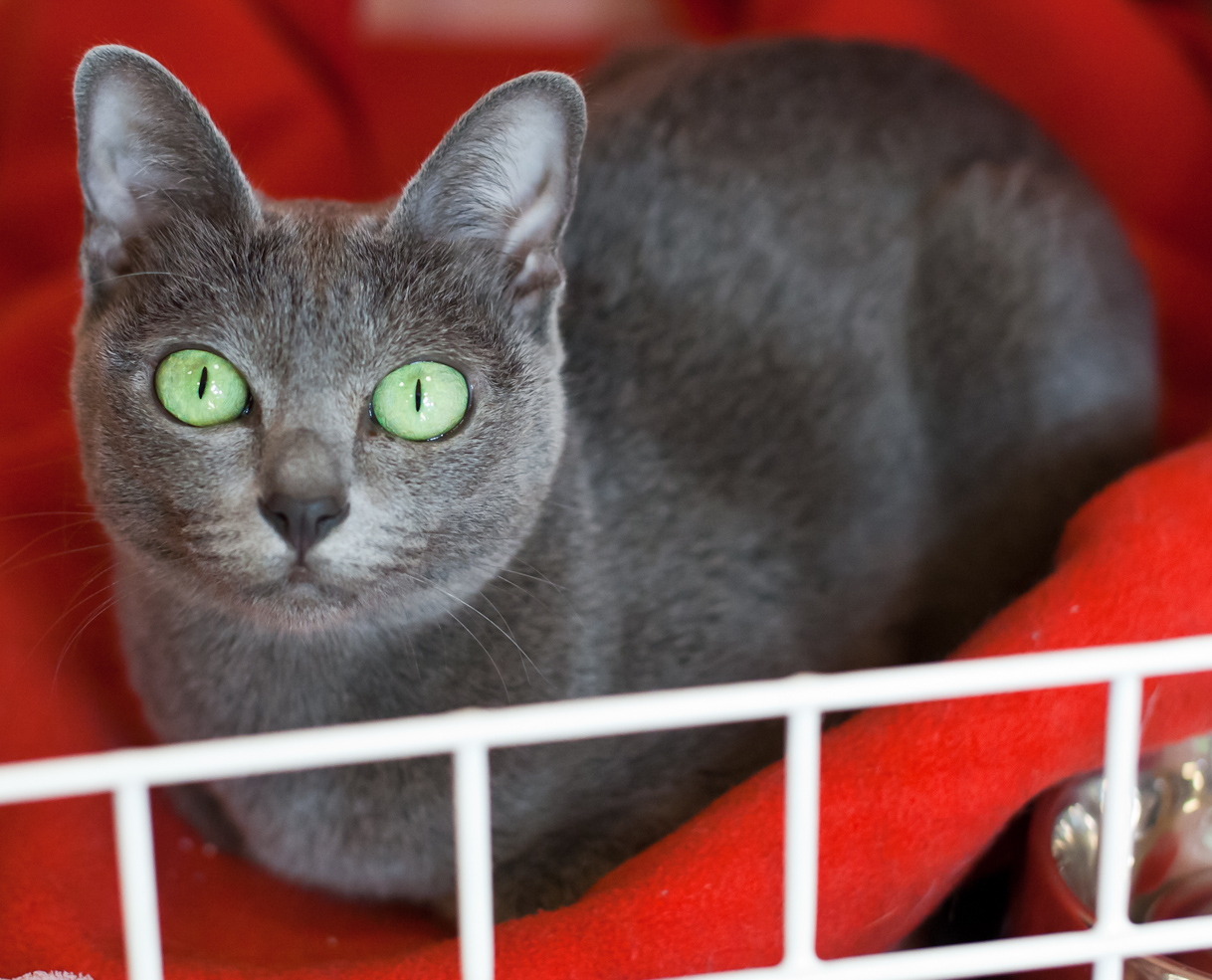
Expoziția Asociației Pisicii Korat din Finlanda, Loimaa, 26 septembrie 2010.
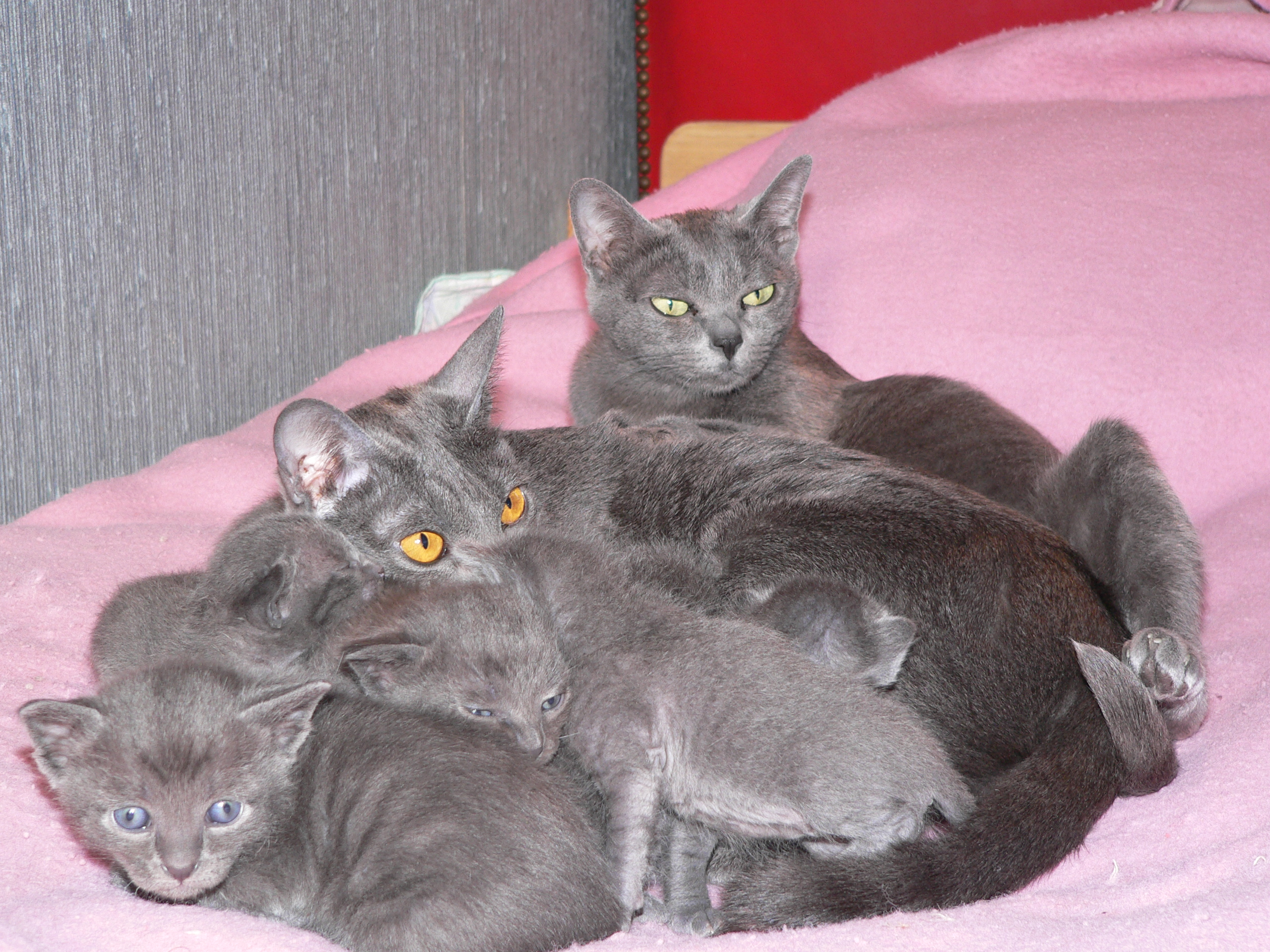
Femelă Korat cu o adunatură de pisoi.

## În cultura populară
O pisică din rasa Korat a fost mascota oficială a Jocurilor Asiatice de Sud-Est din 2007.

## Literatură
- Martin R. Clutterbuck: Siamese Cats, Legends and Reality. White Lotus Press, Bangkok 2004, ISBN 974-4800-53-4